# Discorboidea
Discorboidea, tradicionalmente denominada Discorbacea, es una superfamilia de foraminíferos del suborden Rotaliina y del orden Rotaliida. Su rango cronoestratigráfico abarca desde el Aaleniense (Jurásico inferior) hasta la Actualidad.

## Clasificación
Discorboidea incluye a las siguientes familias:
- Familia Conorbinidae
- Familia Placentulinidae
- Familia Bagginidae
- Familia Eponididae
- Familia Heleninidae
- Familia Mississippinidae
- Familia Bueningiidae
- Familia Ungulatellidae
- Familia Pegidiidae
- Familia Discorbidae
- Familia Rosalinidae
- Familia Pannellainidae
- Familia Bronnimanniidae
- Familia Rotaliellidae
- Familia Sphaeroidinidae

Otra familia considerada en Discorboidea es:
- Familia Cancrisidae